# Cratere Rittenhouse
Rittenhouse è un cratere lunare di 27,5 km situato nella parte sud-occidentale della faccia nascosta della Luna.